# Łagiewniki Poklasztorne
Łagiewniki Poklasztorne – dawna podłódzka miejscowość, od 1988 w północnej części Łodzi, w dzielnicy Bałuty. Administracyjnie wchodzi w skład osiedla Łagiewniki. Rozpościera się wzdłuż południowej strony ulicy Okólnej, między ulicą Łagiewnicką a ulicą Łagiewniki Nowe, na zachód od Klasztoru Franciszkanów w Łodzi.
Dawniej do wsi Łagiewniki Poklasztorne należała także odległa eksklawa, odpowiadająca północnej części dzisiejszego osiedla Moskule, którą do Łodzi włączono już w 1946 roku.

## Historia
Łagiewniki Poklasztorne to dawna wieś, od 1867 w gminie Łagiewniki w powiecie łódzkim. Pod koniec XIX wieku liczyły 7 mieszkańców, a cały zespół osadniczy Łagiewniki (obejmujący wsie Łagiewniki Małe, Łagiewniki Nowe, Łagiewniki Stare i Łagiewniki Poklasztorne oraz osadę folwarczną Łagiewniki) – 877 mieszkańców. W okresie międzywojennym należała do powiatu łódzkiego w woj. łódzkim. W 1921 roku liczba mieszkańców wynosiła 37. 1 września 1933 weszła w skład nowo utworzonej gromady (sołectwa) Łagiewniki Nowe w granicach gminy Łagiewniki, składającej się z wsi Łagiewniki Nowe i Łagiewniki Poklasztorne. Podczas II wojny światowej włączona do III Rzeszy.
Po wojnie Łagiewniki Poklasztorne powróciły do powiatu łódzkiego w woj. łódzkim. 13 lutego 1946 odłączono od nich odległą eksklawę i włączoną ją do Łodzi. Gromada Łagiewniki Nowe (Łagiewniki Nowe i główna część Łagiewników Poklasztornych) weszła w skład gminy Lućmierz, jako jedna z jej 19 gromad. W związku z reorganizacją administracji wiejskiej jesienią 1954, obszar ten wszedł w skład nowej gromady Smardzew w powiecie brzezińskim. 1 lipca 1956 Łagiewniki Nowe wraz z całą gromadą Smardzew włączono do powiatu łódzkiego. W 1971 roku wraz z Łagiewnikami Nowymi liczyły 393 mieszkańców.
Od 1 stycznia 1973 w gminie Zgierz jako część sołectwa Łagiewniki. W latach 1975–1987 miejscowość należała administracyjnie do województwa łódzkiego.
1 stycznia 1988 część obszaru wsi Nowe Łagiewniki (80 ha), odpowiadającą dawnej wsi Łagiewniki Poklasztorne, włączono do Łodzi.